# 薩拉瓦特
薩拉瓦特（俄语：Салава́т）是俄羅斯巴什科爾托斯坦共和國的一座城市，位於53°22′18″N 55°55′16″E / 53.37167°N 55.92111°E、別拉亞河畔。2002年人口158,600人。
1948年開埠，1954年建市，因巴什基爾族英雄薩拉瓦特·尤拉耶夫而得名。

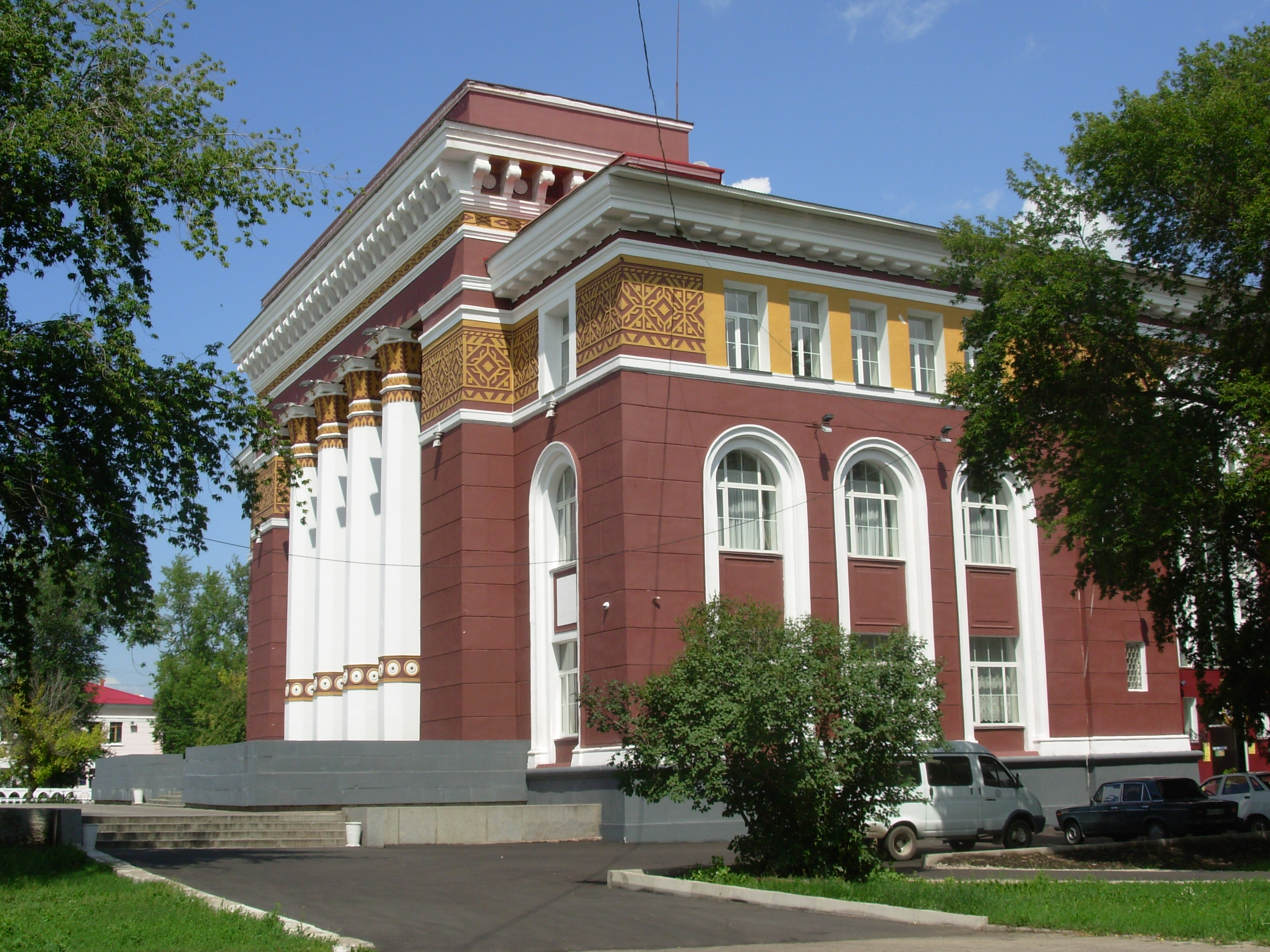
DK Neftehimik ДК Нефтехимик